# Rosa Arciniega

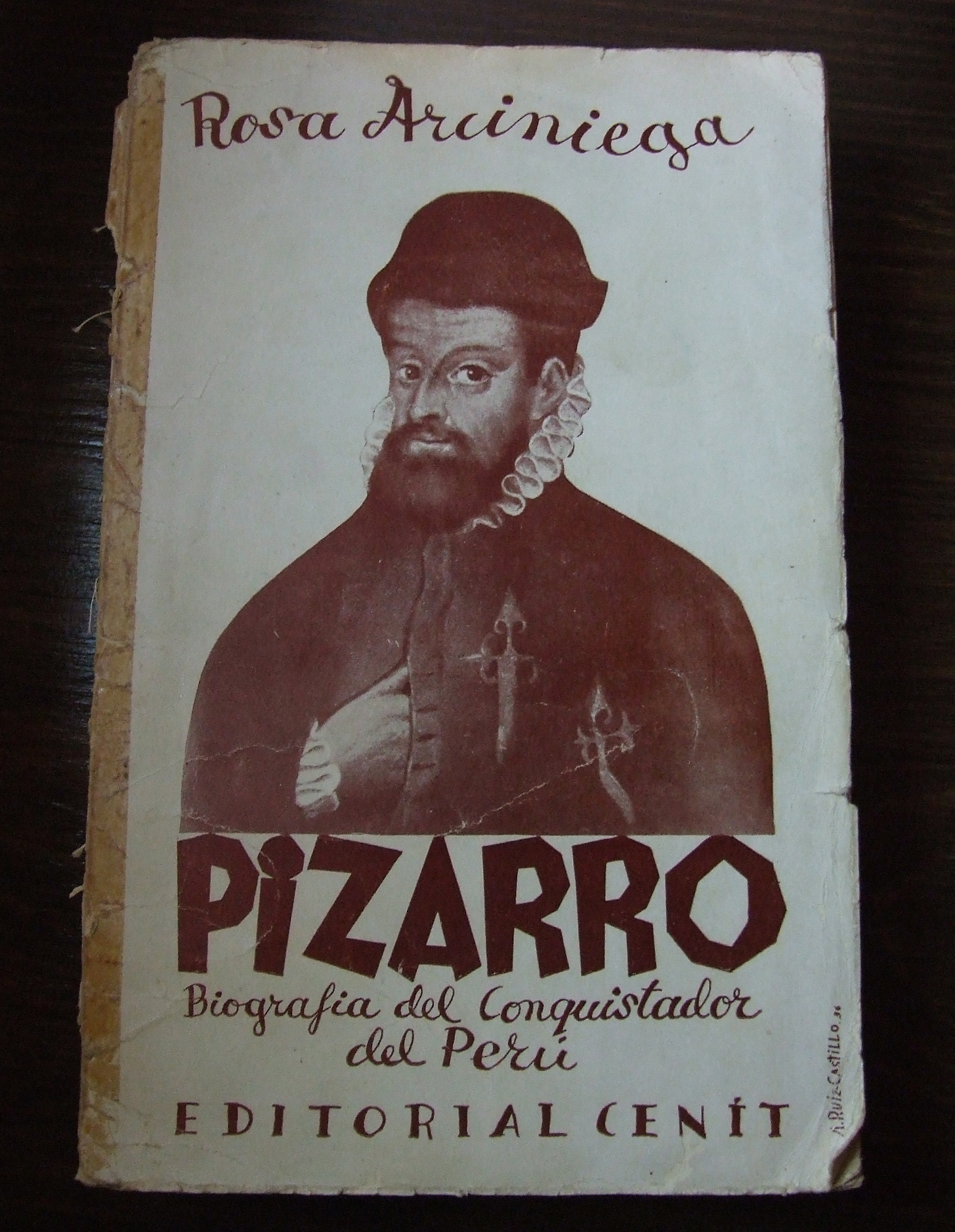
Portada del libro de Editorial Cenit sobre la biografía de Francisco Pizarro.

Rosa Amalia Arciniega de la Torre (Lima, 18 de octubre de 1909-Buenos Aires, 1999) fue una reconocida escritora peruana de ciencia ficción. 

## Biografía
Hija de Artemio Carlos Arciniega Romero y de Rosa Mercedes de la Torre. Estudió en el Collage de Saint-Joseph de Cluny de Lima. Fue pionera de los derechos y libertades de la mujer. Perteneció a la generación de intelectuales de izquierda liderados por José Carlos Mariátegui, algunos de ellos mujeres de singular relevancia como Ángela Ramos  y Catalina Recavarren.  
En 1924, se casó con José Granda Pezet y fueron a España en 1928. Tuvieron una hija, Rosa Beatriz, que nació ese año en Barcelona.
En Madrid publicó varias novelas, siendo las dos primeras, Engranajes (1931) y Jaque mate (1931), distinguidas con el reconocimiento de "El mejor libro del mes". Publicó cuentos, un drama radiofónico El crimen de la calle Oxford y artículos en revistas como Nuevo Mundo, Blanco y Negro, La Gaceta Literaria, Ahora y Ondas. Dio conferencias y formó parte de la tertulia que Ortega y Gasset mantenía en torno a la Revista de Occidente. 
En 1931 comenzó a colaborar con el diario republicano de Valencia El pueblo. En su primera colaboración rindió homenaje a Vicente Blasco Ibáñez, fundador del periódico, sintiéndose continuadora de su labor.
Su imagen pública respondía a la de una "mujer nueva", dueña de su destino y que reclamaba la igualdad de oportunidades. Así apareció en un reportaje de Estampa pilotando un avión de la Escuela de Aviación Civil que se había inaugurado en Valencia.
En 1932 salió publicada Mosko-Strom, novela de tesis, como las dos anteriores, donde la acción se conforma en torno al planteamiento de una idea, expuesta repetidamente en los diálogos de los personajes y las reflexiones del narrador.
Al estallar en 1936 la Guerra civil española, retornó a Lima. Siguió publicando y colaborando con diferentes revistas hasta su muerte como El Tiempo de Bogotá, Crónica de Buenos Aires, El Universal de Caracas, El Telégrafo de Guayaquil, El Diario La Prensa de Nueva York, La Prensa de San Antonio, Texas o La Opinión de California . Viajó por Perú y vivió entre Buenos Aires y Lima. En estos viajes recogió la documentación y la ambientación con la que escribió las biografías de varios conquistadores.
Participó activamente en el Congreso por la Libertad de la Cultura (1950-1967) y suscribió el Manifiesto en defensa de Hungría de intelectuales americanos en 1957.
Murió en 1999 en Buenos Aires donde fue agregada cultural del Perú, cargo que la convirtió en la primera mujer diplomática del país en 1986.

## Obra
La temática de sus novelas gira en torno al conflicto entre la modernidad, la industrialización y el progreso frente a la situación de clase obrera. Escribió también las biografías de cuatro conquistadores, Francisco Pizarro (1936), Pedro de Valdivia (1943), Lope de Aguirre (1946) y Pedro Sarmiento de Gamboa (1956).

## Obras
- Engranajes (Madrid, 1931).
- Jaque Mate (Madrid, 1932)
- Hervor de Tragedia (Madrid, 1932).
- Mosko Strom (Madrid, 1932).
- El crimen de la calle Oxford (Madrid, 1933).
- Vidas de celuloide (Madrid, 1934)
- Pizarro (Biografía) (Madrid, 1936)
- Playa de vidas (cuentos) (Manizales, 1940).